# Джунецері
Джунецері (груз. ჯუნეწერი) — село в Грузії.
За даними перепису населення 2014 року в селі проживає 351 осіб.